# Laborantenhaus
Als Laborantenhaus wurde überwiegend ein Arbeiterwohnhaus für mehrere Familien bezeichnet, das von einem Arbeitgeber für die eigenen Beschäftigten errichtet wurde, d. h. es handelte sich um ein Haus mit Werkswohnungen. Bei größeren Textilbetrieben (Spinnereien und Webereien) mit einer Mehrzahl von Laborantenhäusern entstanden Arbeitersiedlungen. Heute ist der Begriff praktisch nur noch im Zusammenhang mit historischen Bauten in Gebrauch.

## Beispiele
Der Begriff Laborantenhaus für Arbeiterwohnhäuser findet sich insbesondere im südwestdeutschen Raum.
Im Christophstal bei Freudenstadt gab es vielfältigen Bergbau (Eisen, Schwerspat, Silber, Kupfer). Für die Beschäftigten wurden dort schon im 18. Jahrhundert Laborantenhäuser erstellt.
Bei der Saline Bad Friedrichshall wurden um 1820 auch Laborantenhäuser gebaut.
Der Begriff findet sich auch vielfach in den württembergischen Oberamtsbeschreibungen aus der 2. Hälfte des 19. Jahrhunderts als Bezeichnung für Arbeiterwohnhäuser diverser Gewerbe.
Im badischen Wiesental gab es eine stark ausgeprägte Textilindustrie, deren Betriebe in großem Umfang Arbeiterwohnhäuser errichteten, die heute teilweise als denkmalgeschützte Bauten restauriert werden.
Ein davon deutlich abweichender Inhalt des Begriffs Laborantenhaus findet sich in Thüringen und Schlesien. Im Riesengebirge wurden Naturheilkundige, die aus Kräutern Essenzen und Branntwein herstellten, als Laboranten bezeichnet.
Im Schwarzatal wurden die Häuser Naturheilkundiger und Giftmischer als Laborantenhäuser bezeichnet.